# Philippe Torreton
Philippe Torreton (Rouen, 13 d'octubre de 1965) és un actor francès que ha participat en diferents pel·lícules, documentals i obres de teatre. Va formar part de la Comédie-Française entre els anys 1990 i 1999, i es va convertir l'any 1997 en el primer actor d'aquest teatre a guanyar el Premio César per la seva actuació en la pel·lícula Capitaine Conan. També ha guanyat el Prix Lumière al millor actor l'any 2000 per la pel·lícula Avui comença tot i el premi al millor actor del Festival de Cinema Francòfon d'Angulema l'any 2011 per la pel·lícula Présumé Coupable.
EL'any 2008 es va presentar en les llistes del Partit Socialista a les eleccions municipals de París. Va aconseguir ser elegit Conseller de París al IX Districte, però va renunciar al seu càrrec l'any 2010 en no residir a la ciutat. A les eleccions presidencials franceses de 2012 va donar suport François Hollande i va escriure una carta oberta recriminant Gerard Depardieu el seu "exili fiscal". Fou parella de la periodista Claire Chazal entre el 2003 i 2007.
El gener de 2016 va participar en un col·lectiu de personalitats favorables a una coalició de socialistes i ecologistes. A les eleccions presidencials franceses de 2017 va fer una crida a barrar el pas a una possible victòria de la candidata del FN Marine Le Pen.

## Filmografia
| - 1990. Dernier Regard (curtmetratge) - 1991. La Neige et le Feu - 1992. L.627 - 1993. Une nouvelle vie - 1994. Le petit qui attend le facteur - 1994. L'Ange noir - 1994. Oublie-moi - 1995. L'Appât - 1996. Le Bel été 1914 - 1996. Capitaine Conan - 1998. Avui comença tot - 2000. Tôt ou tard - 2000. Félix et Lola - 2001. Les Trois Théâtres - 2001. Les Vertiges de l'amour | - 2002. Monsieur N. - 2003. Corps à corps - 2003. Dear Hunter (curtmetratge) - 2004. L'Équipier - 2005. Les Chevaliers du ciel - 2005. Le Grand Meaulnes - 2006. Jean de la Fontaine, le défi - 2008. Ulzhan - 2009. Banlieue 13 - Ultimatum - 2011. Présumé Coupable - 2011. L'ordre et la morale - 2011. L'Art d'aimer - 2012. Tous Cobayes ? - 2013. L'Écume des jours - 2013. La Pièce manquante |

## Teatre
| - 1990. Leben des Galilei - 1990. La antífona - 1990. Huis Clos - 1990. Lorenzaccio - 1990. La mère coupable - 1991. Fadren - 1991. El malalt imaginari - 1992. Antígona - 1992. La serva amorosa - 1992. George Dandin - 1993. Aujourd'hui ou les Coréens - 1993. Le Faiseur - 1994, 2001. Hamlet | - 1995. Il barbiere di Siviglia - 1998. Les Fourberies de Scapin - 1999-2000. Enric V - 2001-2002. On ne refait pas l'avenir - 2003-2004. Le Limier - 2005. Ricard III - 2006-2007. Desdichado por ser inteligente - 2007-2008. Dom Juan - 2009. Tot esperant Godot - 2009. Oncle Vania - 2010. Un pied dans le crime - 2012, 2014. Cyrano de Bergerac |

## Premis
- Césars de 1997: César al millor actor per Capitaine Conan
- Premis Lumière 2000: Premi Lumière al millor actor per Avui comença tot
- 44a edició dels Premis Sant Jordi de Cinematografia: premi al millor actor estranger per Avui comença tot
- Premi d'interpretació al Festival de Donibane Lohitzune per Tôt ou tard
- Valois al millor actor al Festival de Cinema Francòfon d'Angulema 2011 per Présumé Coupable
- Molières 2014: Molière al millor actor per Cyrano de Bergerac